# Fridrihs Ukstiņš
Fridrihs Ukstiņš (* 15. November 1895 in Riga; † Mai 1972) war ein lettischer Radrennfahrer.

## Sportliche Laufbahn
Ukstiņš nahm an den Olympischen Sommerspielen 1924 in Paris teil. Bei den Spielen bestritt mit dem Vierer Lettlands die Mannschaftsverfolgung, sein Team mit Arturs Zeiberliņš, Roberts Plūme und Andrejs Apsītis wurde auf dem 7. Platz klassiert. 1928 war er Teilnehmer der Olympischen Sommerspiele in Amsterdam. Er startete dort in der Mannschaftsverfolgung und wurde mit Ernests Mālers, Roberts Ozols und Zinons Popovs auf dem 9. Rang klassiert.
Er startete für den Verein Marss Riga.